# مهيب (اسم)
مهيب هو اسم علم مذكر من أصل عربي، ومعناه هو من الفعل أهاب، المشجع المغري الداعي إلى العمل الباعث.

## شخصيات تحمل الاسم
- مهيب البرغوثي (1964 – )

## وصلات خارجية
- موسوعة السلطان قابوس لأسماء العرب